# 長野縣公安委員會
長野縣公安委員會（日语：／ Naganoken kō'an-i'inkai */?）是由長野縣知事所轄，負責管理長野縣警察的行政委員會，由3名委員組成。

## 委員
- 委員長
  - 大澤一郎
- 委員
  - 山浦悦子
  - 日置勇二

## 下部組織
- 長野縣警察

## 外部連結
- 長野県公安委員会 （页面存档备份，存于）